# Charles McPherson
Charles McPherson, né le 24 juillet 1939, est un saxophoniste alto américain de jazz. Très influencé par le  saxophoniste Charlie Parker et bien que davantage connu pour sa collaboration avec le contrebassiste Charles Mingus, il a développé depuis plus de 40 ans son propre style et collaboré avec de nombreux musiciens.

## Biographie

### Jeunesse
McPherson naît à Joplin dans le Missouri puis à l'âge de 9 ans sa famille s'installe à Détroit dans le Michigan. Il commence par jouer du bugle à l'école faute d'avoir un autre instrument à sa disposition. À 13 ans il passe au saxophone alto et étudie la musique à la Northwestern High School. En 1954, McPherson fait la connaissance du pianiste Barry Harris, qui habite non loin de chez lui et qui lui offre ses conseils, l'aidant à progresser musicalement puis un peu plus tard à décrocher son premier emploi,. 

### Carrière musicale
En 1959, McPherson a 20 ans et choisit de quitter Détroit pour s'installer à New York. En 1960, le musicien Yusef Lateef présente McPherson et son partenaire de Détroit le trompettiste Lonnie Hillyer, qu'il connaissait de Détroit au contrebassiste Charles Mingus. Mingus est impressionné par leurs performances et ils intègrent l'orchestre en 1961 au sein duquel McPherson continue à jouer jusqu'en 1972. Participant régulièrement avec Mingus au cours des années suivantes, il continue aussi à jouer de temps en temps avec Harris, le saxophoniste ténor George Coleman ainsi que Hillyer. Au sein du groupe de Mingus, les musiciens Eric Dolphy et Ted Curson font savoir au contrebassiste qu'ils souhaitent quitter l'orchestre pour réaliser leur carrière en solo. 
Avec Mingus, il effectue une tournée en Europe, joue au JazzFest Berlin un festival jazz de Berlin et participe à l'enregistrement de plusieurs albums notables du contrebassiste. Il enregistre son premier album en tant que leader en 1964. En 1967, les critiques de Down Beat le remarquent et le classe comme un « talent qui mérite une reconnaissance plus large »,. En 1974, McPherson participe à une grande tournée en Europe de l'Est au sein d'un spectacle nommé The Musical Life Of Charlie Parker. En 1978, McPherson s'installe à San Diego. Il continue d'enregistrer faisant intervenir parfois son fils batteur Chuck McPherson et collabore avec de nombreux artistes tels que le contrebassiste Sam Jones, le pianiste Kenny Drew (For Sure -1978), le trompettiste Charles Tolliver, la pianiste Toshiko Akiyoshi, ainsi qu'au Carnegie Hall Jazz Orchestra et au Lincoln Center Jazz Orchestra avec Wynton Marsalis.

### Style
McPherson est très tôt influencé par le style du saxophoniste Johnny Hodges mais c'est ensuite le jeu de Charlie Parker qui l'inspirera le plus dans sa carrière sans jamais chercher à l'imiter. Cette réputation lui vaut d'être engagé pour participer à la bande son du film Bird (1987) de Clint Eastwood retraçant la vie du saxophoniste Parker. Cette participation lui permet d'accroître davantage sa réputation internationale. À propos de son style l'auteur et musicien Ian Carr écrit que « très apprécié pour sa fidélité au langage de Parker, son travail avec Mingus a montré sa capacité à étendre cet idiome de façon significative ». Dans le Dictionnaire du Jazz, Xavier Prevost mentionne son « phrasé fluide » et indique à propos de son influence pour Parker, qu'il « tire son expressivité d'un art de l'accentuation qui prolonge la démarche parkérienne plutôt qu'il ne la reproduit ». Il fait aussi remarquer que ses quelques utilisations du saxophone ténor le rapproche davantage du style de Sonny Rollins.

## Hommages
En 1985, dans son titre La Boîte de Jazz, composé comme un hommage aux grands jazzmen américains, le chanteur français Michel Jonasz mentionne le nom de Charles McPherson.

## Discographie
Principaux albums de Charles McPherson en tant que leader.
| Enregistrement | Nom de l'album     | Label et notes                               |
| -------------- | ------------------ | -------------------------------------------- |
| 1964           | Be-Bop Revisited   | Prestige.                                    |
| 1976           | Live in Tokyo      | Xanadu Records. Album enregistré en concert. |
| 1978           | Free Bop!          | Xanadu Records.                              |
| 1994           | First Flight Out   | Arabesque Records.                           |
| 1995           | Come Play With Me  | Arabesque.                                   |
| 1997           | Manhattan Nocturne | Arabesque                                    |